# 瓦德沃山国家公园
瓦德沃山国家公园（瑞典語：Vadvetjåkka nationalpark）是瑞典的一個國家公園，位於北博滕省的基律纳，得名于瓦德沃山（Vadvetjåkka）。面積26.3 km2（10.2 sq mi）。

## 外部連結
- 瓦德沃山国家公园 （页面存档备份，存于）